# 皮伦霍芬
皮伦霍芬是德国巴伐利亚州的一个市镇。总面积14.52平方公里，总人口1446人，其中男性723人，女性723人（2011年12月31日），人口密度100人/平方公里。